# Playa Azul (Michoacán)
Playa Azul es una localidad mexicana del municipio de Lázaro Cárdenas, en el estado de Michoacán. Prevalecen en esta población costera actividades económicas como la pesca, la agricultura, la ganadería y el turismo.

## Demografía

### Población
De acuerdo al Censo de Población y Vivienda 2020 llevado a cabo por el Instituto Nacional de Estadística y Geografía (INEGI) con fecha censal de abril de 2020, la localidad de Playa Azul contaba hasta ese año con un total de 3,389 habitantes, de dicha cifra, 1,710 eran hombres y 1,679 eran mujeres.

## Infraestructura turística
Playa Azul es una de los lugares predilectos de la costa michoacana, siendo un destino obligado dentro del recorrido de las playas del estado. Se encuentra aproximadamente a 26 km de la ciudad y puerto de Lázaro Cárdenas, al cual se puede llegar por dos rutas distintas: la vieja carretera que cruza por los poblados de Acalpica y La Mira, entre otros, y la nueva carretera, el bulevar costero que cuenta con cuatro carriles y vistas espléndidas a la orilla del mar y sobre los esteros o humedales.[cita requerida]
El pueblo ofrece al visitante una reconfortante estancia con una amplia variedad de restaurantes y sitios de hospedaje, accesibles hoteles, bungalows, zona de camping y cabañas. Durante el día se pueden realizar distintas actividades en la playa o en el poblado, como disfrutar el sol en las suaves arenas de la playa, practicar surf, visitar los humedales o ver el atardecer junto al barco «El Betula» encallado cerca del Estero del Tigre hace ya varios años.[cita requerida]
El terremoto de 1985 causó que la playa se tragara parte del pueblo, antes aquí había un cementerio, cuenta la leyenda que hay muchos ahogados porque los muertos jalan a las personas al fondo del agua.[cita requerida]

## El cuidado de la tortuga marina
Las costas del estado de Michoacán son privilegiadas por el arribo de distintas especies de tortuga marina en peligro de extinción. Debido a ello, a través de toda la costa michoacana se llevan a cabo programas de cuidado de las diferentes especies. En Playa Azul se encuentran dos puntos estratégicos de protección a la tortuga, que se encargan de recolectar los huevos e incubarlos en lugares protegidos, para el día en que nacen poder liberarlos y, de este modo, resguardar a la especie de los depredadores y de los propios seres humanos.[cita requerida]
A manera de concienciación social, en el mes de octubre se lleva a cabo una feria de exposición de tortugas en la plaza de la localidad, donde se muestran diferentes especies, se brinda información acerca del cuidado y preservación tanto de las tortugas como del medio ambiente; además se llevan a cabo talleres de pintura, se ofrecen muestras gastronómicas locales y se llevan a cabo diferentes actividades sociocultuarles como baile en tarima. Aunado a esto también se realiza un torneo selectivo de surf local.[cita requerida]